# آلسیو دی مورو
 آلسیو دی مورو (انگلیسی: Alessio di Mauro؛ زاده ۹ اوت ۱۹۷۷) یک تنیس‌باز اهل ایتالیا است.